# Peter Döring
Peter Döring (ur. 28 listopada 1943 w Tessinie) – wschodnioniemiecki zapaśnik walczący w stylu wolnym. Olimpijczyk z Meksyku 1968, gdzie zajął szóste miejsce w kategorii do 87 kg.
Czwarty na mistrzostwach Europy w 1968 i 1970 roku.
Mistrz NRD w 1968 i 1970; drugi w 1969; trzeci w 1966. Drugi w stylu klasycznym w 1969 roku.